# Sévérin Adjovi
Sévérin Adjovi, est nommé plusieurs fois ministre puis député à l'assemblée nationale. Il est une personnalité politique, président du parti politique RDL-Vivoten, maire de la ville de Ouidah. Il est aussi un homme d'affaires béninois, notamment l'actionnaire majoritaire de Telecel Bénin devenu Moov Africa Bénin et Moov Africa-Bénin.

## Biographie

### Enfance et formations
Sévérin Adjovi est titulaire d'un diplôme d'études supérieures de commerce et de la distribution de l'Institut du Commerce International de Toulouse et de l'École supérieure en Organisation et Gestion des Entreprises de Paris.

#### Carrière
Sévérin Adjovi est candidat à l'élection présidentielle de mars 1991. Il est directeur de campagne de Kérékou. Il arrive à la septième place avec 2,61 % des voix. Il est élu député de la première et de la deuxième législature du Bénin. Il est le premier vice-président de l'Assemblée nationale, lors de la première législature. Mis à part cela, Il est ministre de la défense de 1996 à 1998, ministre de la culture et de la communication de 1998 à 1999, et ministre du commerce, de l'artisanat et du tourisme de 1999 à 2001. Il se présente aux élections municipales de décembre 2003 à Cotonou mais est battu par l'ancien président Nicéphore Soglo dans l'élection du 12e arrondissement de Cotonou. Il sera le deuxième adjoint au maire de Cotonou jusqu’à son élection à la tête de la ville de Ouidah,,,,,.
Le 14 janvier 2006, il a été désigné comme candidat du RDL-Vivoten pour l'élection présidentielle de mars 2006. Lors de cette élection, il arrive en septième position avec 1,78 % des voix.
Ministre, puis député, il est élu vice-président de l'Assemblée nationale du Bénin avant de devenir le maire de la ville de Ouidah, sa ville natale. Dans une interview de Africa 24, il dit qu'il souhaite développer sur le plan touristique et culturel.

## Démêlés avec la justice béninoise
Accusé de fraudes fiscales, de blanchiment de capitaux et d’escroquerie dans le dossier Etisalat et Télécel Bénin, Sévérin Adjovi est condamné par la Cour de répression des infractions économiques et du terrorisme le mardi 30 juin 2020 à sept ans de prison ferme et à payer à ses deux sociétés respectivement 500 millions FCfa et 200 millions FCfa à titre de dommages-intérêts. Il est également condamné à payer à la direction générale des Impôts constituée en partie civile, la somme de 675 912 566 francs CFA pour toutes causes de préjudices confondus,,,.
À la suite de cette condamnation, Séverin Adjovi s'est pourvu en cassation devant la Chambre judiciaire de la Cour suprême béninoise.
Le 23 décembre 2022, " après en avoir délibéré conformément à la loi, la Chambre judiciaire de la Cour suprême, par arrêt n°98/CJ-P du 23/12/2022, rejette le moyen de l’État béninois représenté par l’agent judiciaire du trésor tiré de la déchéance de Hinnounonboua Séverin Adjovi de son pourvoi et reçoit en la forme le présent pourvoi"; "au fond, par le même arrêt, la Cour suprême casse et annule, en toutes ses dispositions , l’arrêt n°002/CRIET/CA/2S. Cor rendu le 25 janvier 2021 par la deuxième section correctionnelle de la chambre des appels de la Criet.".
Cet arrêt, rendu par la plus haute juridiction pénale béninoise, invalide donc totalement les condamnations (peine de prison et amendes) auparavant  prononcées à l'encontre de Séverin Adjovi.